# Troja (film)

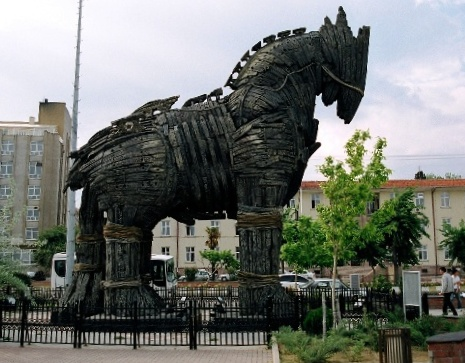
Den Trojanska hästen som användes i filmen. Rekvisitan blev dessutom en gåva från Brad Pitt till den turkiska staden Çanakkale.

Troja (engelska: Troy) är en amerikansk-brittisk-maltesisk romantiskt-historie-krigs-äventyrsfilm från 2004, i regi av Wolfgang Petersen med bland annat Brad Pitt, Eric Bana och Orlando Bloom i huvudrollerna. Det är en filmatisering av det trojanska kriget, som beskrivs av Homeros i Iliaden och av Vergilius i Aeneiden samt i flera grekiska myter.

## Handling
Filmen börjar med att berätta om den grekiske kungen Agamemnon (spelad av Brian Cox), en maktgalen fältherre som har tagit kontroll över alla Greklands arméer. Han och hans armé är redo att ta över Thessalien. Men kung Triopas ser till att han inte gör det. Agamemnon säger till Triopas att deras bästa krigare ska strida mot varandra. Triopas tar sin bästa krigare Boagrius (spelad av Nathan Jones), medan Agamemnon tar fram den store krigaren Akilles (spelad av Brad Pitt). När striden mellan de två börjar lyckas Akilles ge ett snabbt dödande djupt stick ned mot Boagrius hjärta genom att sticka djupt ned ovanför vänster sidas nyckelben.
Thessaliens kung blev därmed besegrad och nu så har Thessaliens armé hamnat i Agamemnons händer.
Samtidigt i Sparta förhandlar prins Hektor (spelad av Eric Bana) och hans yngre bror Paris (spelad av Orlando Bloom) med Spartas kung Menelaos (Brendan Gleeson) om fred mellan Troja och Sparta. Paris faller för den sköna Helena (spelad av Diane Kruger), hustru till Menelaos. Paris och Helena flyr till Troja. Därefter söker den hämndlystne Menelaos hjälp från sin bror, den mäktige och maktgalne kung Agamemnon av Mykene. Agamemnon har under flera år velat erövra Troja, vilket skulle ge honom kontrollen över det Egeiska havet. De båda bröderna förklarar därpå krig mot Troja, och Agamemnon skickar ut Odysseus (spelad av Sean Bean) för att rekrytera Akilles i det kommande stora kriget mot Troja.
I Ftia besöker Odysseus krigaren Akilles, som tränar sin kusin Patroklos (spelad av Garrett Hedlund) i svärdstrid. Odysseus uppmanar Akilles att gå med i kriget mot Troja, men Akilles visar sig tveksam. Han besöker senare sin mor Thetis (spelad av Julie Christie) för att få råd. Hon berättar för honom att om han inte reser till Troja kommer han att leva ett långt, lyckligt liv och skaffa familj och barn, men när han dör kommer hans namn att glömmas bort och ingen kommer längre att minnas honom. Men om han reser till Troja kommer han att vinna stor ära i strid, och hans namn kommer att skrivas ner i historien för evigt, dock kommer det att kosta honom livet. Akilles beslutar sig då att gå med i kriget och bli en i historien ihågkommen hjälte.
I Troja förbereder sig kung Priamos (spelad av Peter O'Toole) och hans äldste son prins Hektor, överbefälhavare för Trojas väpnade styrkor, inför en grekisk invasion. Priamos är övertygad om att Troja, med gudarnas och stadsmurarnas hjälp, skall kunna stå emot det enorma grekiska anfallet. Den ädle och hjältemodige Hektor är inte lika övertygad och inser att det kommer att krävas betydligt mer än bara offer till gudarna om trojanerna skall kunna försvara sin stad.
Agamemnon och Menelaos har samlat ihop en flotta på tusen skepp och seglar mot Troja med en armé på 50 000 greker. Med i flottan fanns bland andra Odysseus, Ajax (spelad av Tyler Mane) och framför allt Akilles och hans myrmidoner, några av Greklands skickligaste krigare. Akilles och myrmidonerna går först i land och besegrar trojanerna vid stranden av Troja. De vanhelgar sedan Apollons tempel utanför staden, där Akilles möter Hektor för första gången, men som han låter gå då han påstår att "Det är för tidigt på dagen för att döda prinsar". Senare under dagen tar Akilles den unga prästinnan Briseis (spelad av Rose Byrne), en medlem av den trojanska kungafamiljen, till krigsfånge och fattar sedan tycke för henne.
Grekerna lyckas relativt lätt gå iland och påbörjar sedan belägringen av Troja. Då föreslår Paris en tvekamp mot Menelaos om Helenas gunst. Den rutinerade Menelaos besegrar den unge Paris relativt lätt, men i ögonblicket när han skall döda honom ingriper Hektor och dödar istället Menelaos. Då blir kung Agamemnon rasande och anfaller på bred front. Det oöverlagda anfallet stoppas upp av trojanerna och grekerna tvingas fly tillbaka till stranden. I slutskedet av striderna dödas också Ajax efter en tvekamp med Hektor.
På grund av en konflikt med Agamemnon vägrar Akilles att delta i striderna och den grekiska krigslyckan är på väg att vända. Då anfaller trojanerna det grekiska lägret i ett försök att tvinga ut grekerna till havs igen. När grekerna är nästan på gränsen till nederlag dyker plötsligt Akilles och myrmidonerna upp och går med i striden, och väcker grekernas stridsanda på nytt. Så småningom kämpar han mot Hektor, men i det tumult som uppstår dödas Akilles av Hektor. Men när Hektor tar av Akilles hjälm avslöjas denne vara Patraklos. Denne trodde att han stred mot Akilles själv eftersom Patroklos hade klätt sig i Akilles rustning i ett försök att höja moralen bland de trötta grekiska trupperna.
När Akilles får veta vad som hänt med hans kusin blir han ursinnig och kräver hämnd. Akilles går ensam upp till Trojas stadsport och skriker åt prins Hektor att komma ut och möta honom i strid. Hektor vet att han måste möta honom ensam, så han säger farväl till sin familj och vänner och konfronterar sedan Akilles. Efter en spektakulär och intensiv kamp får Akilles övertaget och dödar Hektor. Han binder sedan hans döda kropp på baksidan av sin vagn, och drar den tillbaka till sitt läger. Under natten får Akilles besök av kung Priamos som kommer förklädd, och vill övertala honom att få hämta sin sons döda kropp. Efter en stunds samtal accepterar Akilles den trojanska kungens begäran och ger honom kroppen. Han låter också Priamos få tillbaka Briseis och de båda kommer överens om att ingen grek eller trojan skall attackera varandra under 12 dagar. Hektor får en kunglig begravning i Troja, och Akilles ger sedan sin sista order till sina myrmidoner: Att de ska resa hem till Grekland.
Agamemnon blir arg när han får höra detta, men måste ändå gå med på Akilles krav. Odysseus får sedan en idé om hur man ska komma in i staden, och några dagar senare börjar grekerna att bygga någonting på stranden. Tolv dagar senare får trojanerna till sin förvåning se att grekerna har givit upp belägringen och avseglat. Det enda som återstår nere på stranden är en gigantisk träfigur i form av en häst, som de kallar "den Trojanska hästen". Trojanerna tar hästfiguren som krigsbyte och rullar triumferande in den i staden, ovetande om att grekiska krigare ligger gömda inne i den. Senare under natten kryper grekerna ut varpå de enkelt kan öppna stadsporten inifrån så att den grekiska armén kan komma in i staden. Grekerna stormar staden, slaktar alla trojaner som kommer i deras väg och sätter Troja i brand. Kung Priamos blir senare dödad av kung Agamemnon i sitt eget palats. Paris och Helena väljer då att fly från staden tillsammans med en grupp unga trojaner. Under tiden försöker Akilles att leta efter Briseis, som nu blir hotad av Agamemnon. Hon lönnmördar honom med en kniv, och räddas från hans vakter av Akilles. Medan Akilles hjälper Briseis fly dyker Paris upp och skjuter ett flertal pilar mot Akilles, varav en träffar hans häl. I hans sista andetag uppmanar Akilles Briseis att gå med Paris och fly från staden. Akilles ser på när de går iväg, och dör sedan av sina skador.
Akilles begravs i Trojas ruiner under följande dag. Filmen slutar med att Odysseus, en av de få överlevande från kriget, gör sig beredd att återvända hem till Grekland.

## Rollista (i urval)
- Brad Pitt – Akilles, son till Peleus och Thetis. Han är ledaren av myrmidonerna och anses vara världens främste krigare.
- Eric Bana – Hektor, prins av Troja, bror till Paris, son till Priamos och make till Andromake. Han anses vara österns störste krigare.
- Orlando Bloom – Paris, prins av Troja, son till Priamos och bror till Hektor. Han är älskare till den underbara Helena.
- Diane Kruger – Helena, drottning av Sparta och hustru till Menelaos. Hon är Paris ögonsten.
- Peter O'Toole – Priamos, Trojas konung och far till Hektor och Paris.
- Brian Cox – Agamemnon, kung av Mykene och bror till Menelaos.
- Sean Bean – Odysseus, kung av Ithaka och en nära vän till Akilles. Han anses vara den klokaste av alla greker.
- Brendan Gleeson – Menelaos, kung av Sparta och bror till Agamemnon.
- Vincent Regan – Eudoros, kapten av myrmidonerna och Akilles närmste man.
- Rose Byrne – Briseis, prästinna av Apollon och kusin till Hektor och Paris. Hon är också ett kärleksintresse för Akilles.
- Garrett Hedlund – Patroklos, Akilles älskade kusin.
- John Shrapnel – Nestor, Agamemnos rådgivare.
- Saffron Burrows – Andromake, Hektors hustru.
- James Cosmo – Glaucos, Trojas överbefälhavare
- Tyler Mane – Ajax, kung av Salamis och en hårdför krigare.
- Julian Glover – Triopas, kung av Thessalien.
- Julie Christie – Thetis, Akilles mor
- Ken Bones – Hippasos, Menelaus rådgivare
- Nigel Terry – Archeptolemus, Trojas överstepräst och en rådgivare till Priamos.
- Frankie Fitzgerald – Aeneas, en ung trojansk pojke.
- Nathan Jones – Boagrius, Thessaliens främste krigare.

## Om filmen
Filmen hade biopremiär i USA den 14 maj 2004.
Filmen har en hel del actionscener, varav de flesta spelades in på Malta. Trojascenerna byggdes upp och filmades i Fort Ricasoli från april till juni 2003. Andra scener filmades i den lilla staden Mellieħa i norra Malta och på den lilla ön Comino. Trojas murar byggdes upp och filmades in i staden Cabo San Lucas i Mexiko.
Filmens koppling till Iliaden är stundtals mycket lös. Den mest utmärkande skillnaden dem emellan är att filmen är så gott som fri från gudomliga element. Gudarnas trätor är annars det som ger mest liv åt Iliaden. Iliaden har inte med det som de flesta förknippar med det Trojanska kriget: Den trojanska hästen och Akilles död som följd av en pil i hälen. De berättelserna finns däremot med i Vergilius "Aeneiden".
I en tidig scen i filmen svarar Akilles en liten pojke som frågat honom om han är osårbar att "...vore jag odödlig så hade jag nog inte bekymrat mig med att släpa runt på en sköld..." detta säger han utan vetskapen att han är odödlig förutom om han skulle bli sårad på sin "akilles-häl" där all hans kraft sitter. Om han blir skadad i hälen så försvinner hans odödlighet och blir då som en vanlig dödlig människa.
Filmen tar inte heller nödvändigtvis ställning för endera sidan i kriget vilket annars är brukligt i Hollywood-filmer. Såväl greker som trojaner framställs både som tappra krigare och både Akilles och Hektor framställs som stora hjältar, om än med olika syften och mål. Detta medan andra greker framställs som blodtörstiga krigshetsare (Agamemnon, Menelaos, Ajax) och några äldre trojaner (kung Priamos och några av hans präster och äldre rådgivare) framställs som naivt religiösa och oförmögna att inse hotet från den grekiska invasionen.
Andra stora skillnader gentemot Iliaden är bl.a.
- I boken uppges kriget ha varat i tio år, i filmen framställs krigsförloppet som pågående under några dagar alt. veckor.
- I boken överlever Menelaos kriget och återvänder till Sparta med Helena efter krigsslutet, i filmen dödas Menelaos av Hektor.
- I boken slutar striden mellan Páris och Menelaos oavgjort. I filmen vinner Menelaos relativt enkelt.
- I boken slutar striden mellan Hektor och Ajax oavgjort. I filmen dödas Ajax av Hektor.
- I boken väljer Hektor att först fly när Akilles utmanar honom, för att senare besinna sig och välja strid. I filmen bemöter Hektor utmaningen utan att tveka.

Överhuvudtaget är det många figurer som, i ursprungsversionen av Iliaden överlever kriget, men som dör i filmen. De viktigaste personerna på båda sidor som dör respektive överlever som följer:
Döda på den grekiska sidan
- Menelaos (dödas av Hektor)
- Ajax (dödas av Hektor)
- Patroklos (dödas av Hektor)
- Agamemnon (dödas av Briseis)
- Akilles (dödas av Paris)

Överlevande på den grekiska sidan
- Odysseus

Döda på den trojanska sidan
- Tekton (dödas av Akilles)
- Hektor (dödas av Akilles)
- Glaucos (dödas av Odysseus)
- Priamos (dödas av Agamemnon)

Överlevande på den trojanska sidan
- Paris
- Helena
- Briseis
- Andromake (Hektors hustru)

Filmen hade Sverigepremiär den 14 maj 2004.